# Sidderroggen
De sidderroggen (Torpedinidae) zijn een groep van Batoidea (roggen) met grote borstvinnen. 
De familie bestaat uit maar twee geslachten Torpedo en Tetronarce met samen 24 soorten. Andere auteurs voegen aan deze familie ook de onderfamilie Hypninae toe met maar één soort Hypnos monopterygius.

## Leefwijze
Het bijzondere en karaktistieke kenmerk van deze groep is het bezit van een elektrisch orgaan, dat zich tussen de kop- en borstvinnen bevindt. Door middel van zenuwimpulsen zend de vis elektrische ontladingen (stroomschokken) met een spanning van 8 tot wel 50 volt af. Deze stroomschokken gebruikt het dier zowel ter verdediging als bij de jacht, waarbij de prooi wordt verdoofd en daarna verslonden. De schok is sterk genoeg om vissen te verdoven die groter zijn dan de rog zelf. Zelfs de mens kan er een flinke schok aan ervaren, maar vissers kunnen hem boven water veilig vastpakken aan de staart, waar zich geen schokorgaan bevind.
Ze zijn bewoners van de warme zeeën. Enkele soorten leven ook in de warmere delen van de Europese zeeën zoals de gevlekte sidderrog (Torpedo torpedo).

## Taxonomie
- Familie: Torpedinidae (Sidderroggen) (24 soorten)
  - Geslacht: Tetronarce (13 soorten)
  -  Geslacht: Torpedo (11 soorten)